# Philippe Keyaerts
 (février 2023).
Si vous disposez d'ouvrages ou d'articles de référence ou si vous connaissez des sites web de qualité traitant du thème abordé ici, merci de compléter l'article en donnant les références utiles à sa vérifiabilité et en les liant à la section « Notes et références ».
Philippe Keyaerts est un auteur belge de jeux de société.

## Ludographie
- Vinci, 1999, Jeux Descartes, As d'Or Jeu de stratégie 2000
- Evo, 2001, Jeux Descartes, Games Magazine Awards  2002
- SpaceBlast, 2004, NekoCorp
- Small World, 2009, Days of Wonder, Tric Trac d'Or 2009
- Olympos,  2011, Ystari Games
- Small World Underground, 2011, Days of Wonder
- Twin Tin Bots, 2013, Flatlined Games